# Kjetil Manheim
Kjetil Esten Haraldsson Manheim (Noruega; 27 de septiembre de 1968) es un músico y percusionista noruego. Fue el baterista de la banda noruega de black metal Mayhem. Durante su tiempo con la banda utilizó como único nombre Manheim.

## Biografía
Manheim fundó Mayhem junto con Jørn Stubberud (bajo) y Øystein Aarseth (guitarra) en 1984. Con anterioridad, Manheim se había reunido con Jorn Stubberud y Øystein Aarseth para hablar de la banda. No estaban realmente satisfechos con los proyectos propuestos, por lo que empezaron a escuchar los nuevos sonidos procedentes del continente de bandas como Venom, Slayer, Celtic Frost, Sodom, Bathory. Comenzaron a buscar algo nuevo y más oscuro y lo encontraron. Tenían los mismos ideales para una nueva banda oscura y extrema, de lo que sería el comienzo de la nueva ola del black metal noruego.
Dejó la banda después del lanzamiento del EP Deathcrush. Desde entonces ha hecho muy poco en la escena musical oficial, aparte de dar algunas entrevistas. Su nueva pasión en la música es el ruido, y desde el 2001 ha realizado actuaciones en Oslo, junto con Russel Haswell, Lasse Marhaug y el dúo noruego Fe-mail.